# القرية السفلى (جبلة)

تعديل مصدري - تعديل

القرية السفلى محلة تابعة لقرية الميادنة، التابعة لعزلة الثوابي بمديرية جبلة إحدى مديريات محافظة إب في الجمهورية اليمنية، بلغ تعداد سكانها 63 حسب تعداد اليمن لعام 2004.